# Atotonilco, Oaxaca
Atotonilco är en ort i Mexiko.   Den ligger i kommunen Santa María Zaniza och delstaten Oaxaca, i den sydöstra delen av landet, 400 km sydost om huvudstaden Mexico City. Atotonilco ligger 1 380 meter över havet och antalet invånare är 224.
Terrängen runt Atotonilco är huvudsakligen kuperad, men åt sydost är den bergig. Runt Atotonilco är det ganska glesbefolkat, med 34 invånare per kvadratkilometer. Närmaste större samhälle är Llano Nuevo, 19,4 km väster om Atotonilco. I omgivningarna runt Atotonilco växer huvudsakligen savannskog.